# Гран-при ЮАР 1979 года
Гран-при ЮАР 1979 года — третий этап чемпионата мира по автогонкам в классе Формула-1 сезона 1979 года. Автогонки прошли 3 марта на трассе Кьялами близ Йоханнесбурга.
Команда Феррари на этом этапе представила свой новый автомобиль — Феррари 312T4. Дебют новинки вышел более чем успешным — гонщики команды попеременно лидировали на протяжении всего Гран-при и завоевали дубль. Победил в гонке Жиль Вильнёв, Шектер стал вторым, а ещё одно место на подиуме занял Жан-Пьер Жарье из Тиррелла. Поул в квалификации этапа чемпионата мира впервые в истории занял автомобиль, оснащенный бензиновым турбомотором — Рено Жан-Пьера Жабуй.

## Квалификация
За прошедший с окончания прошлой гонки месяц все команды работали над доводку новых автомобилей, с тем чтобы ликвидировать отставание от Лижье. В Феррари, привезли на гонку новый автомобиль Феррари 312T4, который позволил Шектеру и Вильневу занять второе и третье места на старте. Поул-позицию впервые в карьере завоевал Жан-Пьер Жабуй, хотя он и выступал на старом автомобиле Renault RS01 двухлетней давности. Мотор его автомобиля был оснащен турбонаддувом, что давало ему преимущество над атмосферными моторами в условиях высокогорья. Этот поул стал также первым в чемпионате мира для команды Renault, для двигателей этой марки и для бензинового турбодвигателя (и это только второй поул для турбонаддувной машины после Инди 500 1952 года, когда использовался турбодизель).
Четвёртым местом на старте после провальных первых гонок смог блеснуть Лауда. Доминировавшие первые две гонки гонщики Лижье разместились лишь на 3-м ряду, причем Депайе впервые смог опередить в квалификации партнёра. Десятку замкнули Пирони, Андретти, Жарье и Рене Арну. Дейли и Мерцарио не смогли квалифицироваться, причем последний — второй раз подряд, проиграв полторы секунды даже ближайшему сопернику.
| Место | №  | Гонщик              | Автомобиль         | Время   | Отрыв  |
| ----- | -- | ------------------- | ------------------ | ------- | ------ |
| 1     | 15 | Жан-Пьер Жабуй      | Renault            | 1:11,80 | —      |
| 2     | 11 | Джоди Шектер        | Ferrari            | 1:12,04 | +00,24 |
| 3     | 12 | Жиль Вильнёв        | Ferrari            | 1:12,07 | +00,27 |
| 4     | 5  | Ники Лауда          | Brabham-Alfa Romeo | 1:12,12 | +00,32 |
| 5     | 25 | Патрик Депайе       | Ligier-Ford        | 1:12,15 | +00,35 |
| 6     | 26 | Жак Лаффит          | Ligier-Ford        | 1:12,26 | +00,46 |
| 7     | 3  | Дидье Пирони        | Tyrrell-Ford       | 1:12,33 | +00,53 |
| 8     | 1  | Марио Андретти      | Lotus-Ford         | 1:12,36 | +00,56 |
| 9     | 4  | Жан-Пьер Жарье      | Tyrrell-Ford       | 1:13,55 | +00,75 |
| 10    | 16 | Рене Арну           | Renault            | 1:13,69 | +00,89 |
| 11    | 2  | Карлос Ройтеман     | Lotus-Ford         | 1:13,75 | +00,95 |
| 12    | 6  | Нельсон Пике        | Brabham-Alfa Romeo | 1:13,07 | +01,27 |
| 13    | 20 | Джеймс Хант         | Wolf-Ford          | 1:14,21 | +02,41 |
| 14    | 7  | Джон Уотсон         | McLaren-Ford       | 1:14,44 | +02,64 |
| 15    | 18 | Элио де Анджелис    | Shadow-Ford        | 1:14,44 | +02,64 |
| 16    | 29 | Риккардо Патрезе    | Arrows-Ford        | 1:15,54 | +02,74 |
| 17    | 8  | Патрик Тамбе        | McLaren-Ford       | 1:15,58 | +02,78 |
| 18    | 14 | Эмерсон Фиттипальди | Fittipaldi-Ford    | 1:15,61 | +02,81 |
| 19    | 27 | Алан Джонс          | Williams-Ford      | 1:15,64 | +02,84 |
| 20    | 30 | Йохен Масс          | Arrows-Ford        | 1:15,00 | +03,20 |
| 21    | 17 | Ян Ламмерс          | Shadow-Ford        | 1:15,35 | +03,55 |
| 22    | 28 | Клей Регаццони      | Williams-Ford      | 1:16,68 | +03,88 |
| 23    | 31 | Эктор Ребаке        | Lotus-Ford         | —       | —      |
| 24    | 9  | Ханс-Йоахим Штук    | ATS-Ford           | —       | —      |
| НКВ   | 22 | Дерек Дейли         | Ensign-Ford        | 1:17,64 | +04,84 |
| НКВ   | 24 | Артуро Мерцарио     | Merzario-Ford      | 1:18,14 | +06,34 |

## Гонка
На старте гонки турбомотор Рено сыграл злую шутку с Жабуем — из-за медленного разгона его смогли опередить как Шектер, так и Вильнёв. Французу повезло, и из-за особенностей трассы (первый поворот от линии старта отделяет значительное расстояние), и к первому повороту ему удалось отыграть отставание, а затем и закончить первый круг лидером. В течение второго круга Жан-Пьер несколько раз менялся местами с гонщиками Феррари, и практически сразу после этого из-за резко хлынувшего на трассу дождя гонка была остановлена. Причём красным флагом на старт-финишной прямой махал лично Жан-Мари Балестр, президент ФИСА. К этому моменту с трассы уже успел вылететь новичок серии Ян Ламмерс.
На повторном старте многие гонщики обули дождевую резину, но не все. Некоторые, а именно Депайе, Тамбе, Пике и Шектер, для которого данная гонка была домашней, приняли во внимание особенности климата в ЮАР и остались на сликах, чтобы вскоре, когда трасса высохнет, не тратить времени в боксах. Для Депайе подобный выбор шин обернулся разочарованием, он не справился с управлением уже на четвёртом круге гонки и присоединился к Ламмерсу.
С самого начала Вильнев смог создать существенный отрыв от соперников, но примерно к 10-му кругу стало ясно, что расчет на высыхание трассы оправдался. На 15-м круге Вильнев отправился за сликами в боксы, пропустив вперед только одного гонщика — своего партнёра, Шектера. Вслед за парой Феррари шли Тамбе, Пике, Жарье и Андретти. Вскоре после этого у Пике начал барахлить двигатель, и он опустился на 6-ю позицию. Опередившие его Жарье и Андретти через несколько кругов обогнали и Тамбе, потерявшего скорость из-за повреждения переднего крыла. Таким образом, единственным, кому удался манёвр со сликами, оказался Шектер.
Жан-Пьер Жабуй, провалившийся ещё дальше на повторном старте, в борьбе с Лаффитом и Рёйтеманном смог выйти на 5-е место, но его снова подвел ненадежный двигатель Рено. Лаффит также сошёл, проколов шину и вылетев с трассы, что позволило выйти на 5-е место Рёйтеманну. Второй из новичков Элио де Анджелис пополнил ряды сошедших ещё на 16-м круге, вылетев в первом повороте Crowthorne:, За 15 кругов до финиша прямо на стартовой прямой развалилась задняя подвеска на автомобиле Алана Джонса, однако ему удалось избежать столкновения со стеной.
Единственным, кому удалось воспользоваться преимуществом от использования сликов, оказался Шектер, но проблем не удалось избежать и ему. Под воздействием жаркого солнца у него стали чрезмерно изнашиваться шины, и на 52-м круге он был вынужден также совершить пит-стоп. Механики Феррари сработали четко и Джоди потерял только одну позицию, пропустив Вильнева на первую позицию. Шектер бросился в погоню, однако к финишу смог лишь сократить отставание до 4 секунд.
Компанию гонщикам Феррари на подиуме составил Жан-Пьер Жарье из Тиррелла, сумевший выйти победителем из сражения с гонщиками Лотуса. После Андретти и Рёйтеманна финишировал Лауда, превративший хорошее место на старте в очки на финише. В первый (как позже выяснится, и в последний) раз в сезоне смог финишировать Хант, также это стал его последний финиш в карьере, все последующие свои гонки он заканчивал не доезжая до финиша.
| Место | С  | №  | Гонщик              | Конструктор        | Ш | Круги | Время/причина схода | О |
| ----- | -- | -- | ------------------- | ------------------ | - | ----- | ------------------- | - |
| 1     | 3  | 12 | Жиль Вильнёв        | Ferrari            | M | 78    | 1:41:49,96          | 9 |
| 2     | 2  | 11 | Джоди Шектер        | Ferrari            | M | 78    | +0:03,42            | 6 |
| 3     | 9  | 4  | Жан-Пьер Жарье      | Tyrrell-Ford       | G | 78    | +0:22,11            | 4 |
| 4     | 8  | 1  | Марио Андретти      | Lotus-Ford         | G | 78    | +0:27,88            | 3 |
| 5     | 11 | 2  | Карлос Ройтеман     | Lotus-Ford         | G | 78    | +1:06,97            | 2 |
| 6     | 4  | 5  | Ники Лауда          | Brabham-Alfa Romeo | G | 77    | +1 круг             | 1 |
| 7     | 12 | 6  | Нельсон Пике        | Brabham-Alfa Romeo | G | 77    | +1 круг             |   |
| 8     | 13 | 20 | Джеймс Хант         | Wolf-Ford          | G | 77    | +1 круг             |   |
| 9     | 22 | 28 | Клей Регаццони      | Williams-Ford      | G | 76    | +2 круга            |   |
| 10    | 17 | 8  | Патрик Тамбе        | McLaren-Ford       | G | 75    | +3 круга            |   |
| 11    | 16 | 29 | Риккардо Патрезе    | Arrows-Ford        | G | 75    | +3 круга            |   |
| 12    | 20 | 30 | Йохен Масс          | Arrows-Ford        | G | 74    | +4 круга            |   |
| 13    | 18 | 14 | Эмерсон Фиттипальди | Fittipaldi-Ford    | G | 74    | +4 круга            |   |
| 14    | 23 | 31 | Эктор Ребаке        | Lotus-Ford         | G | 71    | Двигатель           |   |
| Сход  | 10 | 16 | Рене Арну           | Renault            | M | 67    | Прокол              |   |
| Сход  | 19 | 27 | Алан Джонс          | Williams-Ford      | G | 63    | Задняя подвеска     |   |
| Сход  | 14 | 7  | Джон Уотсон         | McLaren-Ford       | G | 61    | Зажигание           |   |
| Сход  | 24 | 9  | Ханс-Йоахим Штук    | ATS-Ford           | G | 57    | Авария              |   |
| Сход  | 1  | 15 | Жан-Пьер Жабуй      | Renault            | M | 47    | Двигатель           |   |
| Сход  | 6  | 26 | Жак Лаффит          | Ligier-Ford        | G | 45    | Прокол, вылет       |   |
| Сход  | 7  | 3  | Дидье Пирони        | Tyrrell-Ford       | G | 25    | Акселератор         |   |
| Сход  | 15 | 18 | Элио де Анджелис    | Shadow-Ford        | G | 16    | Авария              |   |
| Сход  | 5  | 25 | Патрик Депайе       | Ligier-Ford        | G | 4     | Авария              |   |
| Сход  | 21 | 17 | Ян Ламмерс          | Shadow-Ford        | G | 2     | Авария              |   |
| НКВ   |    | 22 | Дерек Дейли         | Ensign-Ford        | G |       |                     |   |
| НКВ   |    | 24 | Артуро Мерцарио     | Merzario-Ford      | G |       |                     |   |

| №  | Гонщик         | Автомобиль | Круги       | Всего |
| -- | -------------- | ---------- | ----------- | ----- |
| 12 | Жиль Вильнёв   | Ferrari    | 2-14, 53-78 | 39    |
| 11 | Джоди Шектер   | Ferrari    | 15-52       | 38    |
| 15 | Жан-Пьер Жабуй | Renault    | 1           | 1     |

## Положение в чемпионате
Одержавшие двойную победу гонщики Феррари существенно продвинулись в зачете чемпионата мира: Вильнев вышел на 3-е, а Шектер на 5-е место, а их команда в кубке конструкторов вышла на 2-е место, опередив Лотус на одно очко. Жан-Пьер Жарье и Ники Лауда заработали свои первые очки в сезоне.
| Место | №  | Гонщик          | Очки |
| ----- | -- | --------------- | ---- |
| 1     | 26 | Жак Лаффит      | 18   |
| 2     | 2  | Карлос Ройтеман | 12   |
| 3     | 12 | Жиль Вильнёв    | 11   |
| 4     | 25 | Патрик Депайе   | 9    |
| 5     | 11 | Джоди Шектер    | 7    |

| Место | Команда      | Очки |
| ----- | ------------ | ---- |
| 1     | Ligier-Ford  | 27   |
| 2     | Ferrari      | 18   |
| 3     | Lotus-Ford   | 17   |
| 4     | Tyrrell-Ford | 7    |
| 5     | McLaren-Ford | 4    |